# Due cuori
Due cuori è un film del 1943 diretto da Carlo Borghesio.

## Trama
Anna, giovane ragazza intende aiutare il fratello Gianni che dopo aver perso molto denaro in una speculazione si è appropriato della stessa somma che gli era stata affidata dal titolare della ditta presso cui lavora. La ragazza, dopo il rifiuto del fidanzato Ruggero decide di affrontare direttamente il titolare della ditta, incontra così l'ingegnere Dalmonte che rimane affascinato dalla ragazza tanto da chiederle di sposarlo. La ragazza imbarazzata accetta ma non riesce a raccontargli la verità. Quando si scopre l'ammanco e la presenza di un altro fidanzato l'uomo si allontana ma viene raggiunto da Anna che si confessa sinceramente innamorata.